# Attagenus punctatus
Attagenus punctatus es una especie de coleóptero de la familia Dermestidae.

## Distribución geográfica
Se distribuyen por Europa.